# Vykmanov (Ostrov)
Vykmanov (německy Weidmesgrün) je část města Ostrov v okrese Karlovy Vary v Karlovarském kraji. Nachází se na severu Ostrova. Vykmanov leží v katastrálním území Vykmanov u Ostrova o rozloze 1,92 km².

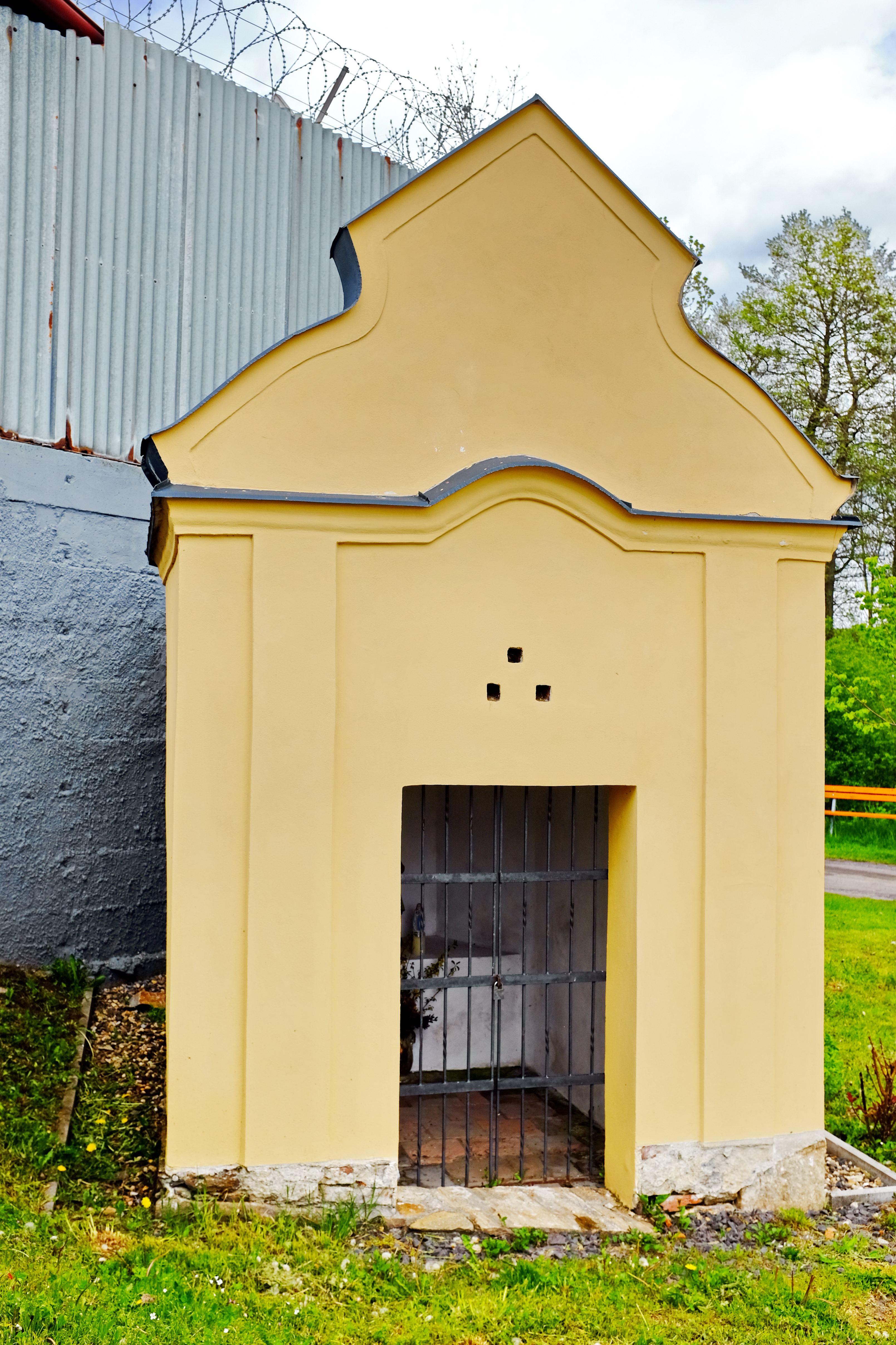
Kaple blahoslaveného Tita Zemana

## Historie
První písemná zmínka o vesnici pochází z roku 1409.

## Obyvatelstvo
Při sčítání lidu v roce 1921 zde žilo 97 obyvatel (z toho 49 mužů) německé národnosti a římskokatolického vyznání. Podle sčítání lidu z roku 1930 měla vesnice 97 obyvatel: 96 Němců a jednoho cizince. I tentokrát se všichni hlásili k římskokatolické církvi.
| Rok            | 1869 | 1880 | 1890 | 1900 | 1910 | 1921 | 1930 | 1950 | 1961 | 1970 | 1980 | 1991 | 2001 | 2011  | 2021  |
| -------------- | ---- | ---- | ---- | ---- | ---- | ---- | ---- | ---- | ---- | ---- | ---- | ---- | ---- | ----- | ----- |
| Počet obyvatel | 115  | 106  | 91   | 99   | 103  | 97   | 97   | 77   | 55   | 80   | 68   | 49   | 68   | 1 205 | 1 203 |
| Počet domů     | 17   | 17   | 19   | 19   | 19   | 19   | 18   | 18   | 18   | 13   | 12   | 12   | 15   | 25    | 25    |

## Obecní správa
Při sčítání lidu v letech 1869–1950 Vykmanov byl osadou obce Dolní Žďár, se kterým patřil nejprve do okresu Jáchymov, ale v roce 1950 v okrese Karlovy Vary-okolí. Od roku 1960 je částí města Ostrov v okrese Karlovy Vary.

## Pamětihodnosti
- Rudá věž smrti
- Kaplička bl. Tita Zemana